# Feliu Noguera i Casabosch
Feliu Noguera i Casabosch (Gràcia, Barcelonès, 1863 - Barcelona, Barcelonès, 1933) va ésser un metge que, dins el moviment catalanista, signà el Missatge a la Reina Regent (1888), fou membre de la junta de la Lliga de Catalunya i designat delegat a les Assemblees de Manresa (1892), Reus (1893) i Olot (1895).